# Lago Seebergsee
O Lago Seebergsee é um lago localizado no Cantão de Berna, Suíça. A sua superfície é de 6 ha.